# Метлінський Микола Володимирович
Мико́ла Володи́мирович Метлі́нський (19 квітня 1970 — 1 червня 2018) — сержант Збройних сил України, учасник російсько-української війни.

## Життєпис
Народився 1970 року в смт Олександрівка (Кіровоградська область). Мешкав у місті Кропивницький. 1987 року закінчив Олександрівську ЗОШ, служив на флоті. Закінчив Кіровоградський інститут сільськогосподарського машинобудування; пройшов навчання у Херсонській школі міліції. Працював в ОВС та на м'ясокомбінаті «Ятрань»; захоплювався роком і мотоциклами, належав до байкерського руху, був учасником Чигиринської ГО «Вільне Козацтво Холодного Яру».
13 серпня 2014 року прийшов до військкомату, воював у складі 41-го дивізіону артилерійської розвідки 55-ї бригади, зокрема — в районі Авдіївки. Після демобілізації — коли донька підписала контракт — 2016 року пішов за нею в 17-й батальйон; сержант, командир відділення — головний сержант мотопіхотного взводу мотопіхотної роти.
25 травня 2018 року вранці противник, за підтримки танків, намагався атакувати опорні пункти поблизу селища Невельське Ясинуватського району. Під час раптового обстрілу Микола накрив своїм тілом доньку-санінструктора, цим врятував їй життя, сам зазнав важкого осколкового поранення голови. Того ж дня санавіацією доставлений в Обласну клінічну лікарню ім. Мечникова міста Дніпра. Переніс кілька операцій, вночі 1 червня реаніматологи чотири рази запускали його серце, але врятувати воїна не вдалося.
4 червня 2018-го похований на Алеї почесних воїнських поховань Рівнянського кладовища; у Кропивницькому оголошено День скорботи.
Без Миколи лишились батько Володимир Петрович, дружина Світлана Михайлівна, 26-річна донька Ярослава Миколаївна, сестра Світлана.

## Нагороди та вшанування
- Указом Президента України № 239/2018 від 23 серпня 2018 року «за особисту мужність і самовіддані дії, виявлені у захисті державного суверенітету та територіальної цілісності України, зразкового виконання військового обов'язку» — нагороджений орденом «За мужність» III ступеня (посмертно)[1]
- 12 жовтня 2018 року в Олександрівській ЗОШ відбулося відкриття та освячення меморіальної дошки на честь Метлинського Миколи.